# Azuhara
Azuhara (en árabe: الزُّهَرَة‎, romanizado: az-zuhara, lit. 'Fulgor, luz, luminosidad', también nombre de Venus), a veces trascrito como Al-Zuhara, era una de las tres hijas del dios supremo, en la Arabia preislámica, personificación de Venus como lucero vespertino, cuyo nombre es el mismo nombre en árabe.

## Como lucero vespertino)
El planeta Venus, (en árabe: الزُّهَرَة‎) solo es visible al amanecer y al atardecer y en las épocas más antiguas se lo creía dos astros diferentes, el lucero del alba y el lucero vespertino. Los árabes preislámicos veneraban al lucero vespertino bajo el aspecto de una hermosa mujer llamada Azuhara; se trataba de una diosa invernal considerada una de las tres hijas de Dios. También era una diosa de la fertilidad, de las mujeres y del matrimonio. Con frecuencia se vinculaba a Aluza (simbolizada por el lucero matutino) y a Alat, sus hermanas. Sus animales sagrados eran la paloma y la gacela del desierto. Ella simbolizaba la belleza, la felicidad, el canto, la danza y la frivolidad, y era la encargada de resolver todos los asuntos relacionados con el amor. Como reina del cielo, su visión proporcionaba consuelo a los amantes y júbilo a todos.

## Leyenda de Azuhara y los ángeles Harut y Marut
Esta leyenda tiene lugar algún tiempo después de la muerte de Adán, en un momento en que la humanidad se había vuelto muy pecadora. Los ángeles, seres anteriores y perfectos, estaban indignados por el vergonzoso comportamiento de la última creación de Dios. Les consideraban seres débiles y frívolos. Al enterarse de como pensaban sus ángeles, Dios decidió ponerlos a prueba a fin de saber cómo se manejarían éstos en las mismas circunstancias. Ordenó entonces que eligieran de entre ellos mismos a dos de los más eruditos y piadosos; Harut y Marut fueron escogidos. Dios les dotó de los deseos y sentimientos de los humanos y los mandó a la tierra para que vivieran como los hombres. Pero antes de partir les advirtió de no cometer estas tres faltas: beber vino, adorar un ídolo o desear a un ser humano.
Al poco tiempo de llegar a la tierra se encontraron a una mujer muy hermosa; se trataba de Azuhara, que era bella como las estrellas mismas. Otra tradición, puesta la en boca de Alí identifica a esta mujer como la reina de Persia. Ambos ansiaban con locura su amor, pero ella les dijo: -Sólo sucumbiré ante vosotros si adoráis los ídolos de mi pueblo. Los ángeles no aceptaron pecar contra Dios y AI-Zuhara se marchó. Días más tarde regresaron a su casa y nuevamente le suplicaron sus favores. Esta vez ella les dijo: 
- Consentiré a cuanto me pidáis si prometéis hacer una de estas tres cosas: adorar a un ídolo, dar muerte a un hombre o beber vino. -Jamás- respondieron ambos ángeles y se alejaron tristemente. Una tercera vez insistieron a la diosa, y ya vencidos por el deseo, consintieron en beber vino con ella (Al-Rabi b. al-Atas agrega que también adoraron un ídolo). Harut y Marut se embriagaron y divirtieron con la diosa. Mientras pecaban advirtieron a un hombre que les observaba y, temiendo que les delatara, lo asesinaron. 
En el cielo, sus compañeros ángeles se asombraron de lo que les había sucedido. No comprendían como fue que los mejores y más fuertes de entre ellos se hubieran rebajado de tal forma. Se dieron cuenta de que la vida de los humanos era más difícil de lo que pensaban; se apiadaron de ellos y rogaron a Dios que les perdonara sus pecados. En cuanto a Azuhara, durante la borrachera de los ángeles la bella diosa logró sacarles las palabras mágicas necesarias para ascender al cielo y en cuanto estuvo sola las pronunció y se elevó hacia el firmamento, por el cual deambuló entre las estrellas. Luego de mucho andar la diosa se cansó y quiso regresar a la tierra, pero descubrió que había olvidado las palabras mágicas que la bajarían. Así que Dios la transformó en una estrella, fijándola a la bóveda del cielo, donde permanecerá hasta el fin de los tiempos.
El Grupo Cygnus Rock Band de Colombia, compuso una canción con el mismo nombre, basada en la historia de Azuhara.